# ダニエル・モンソン
ダニエル・モンソン（Daniel Monzón、1968年 - ）は、スペイン・パルマ・デ・マヨルカ出身の脚本家・映画監督。
サスペンス映画、アクション映画、SF映画を得意としている。代表作には『プリズン211』、『ザ・トランスポーター』などがある。

## 経歴
1968年にマヨルカ島のパルマ・デ・マヨルカに生まれた。映画雑誌やラジオ番組などでジャーナリストや映画評論家などを務めた。2001年の初長編監督作『El corazón del guerrero』は、2001年のゴヤ賞で新人監督賞にノミネートされたが受賞は逃した。
2010年のゴヤ賞では、『プリズン211』が16部門にノミネートされて8部門を受賞した。自身は監督賞と作品賞をそろって受賞している。2015年のゴヤ賞では、『ザ・トランスポーター』が16部門にノミネートされて4部門を受賞した。自身は監督賞と脚本賞にノミネートされたが受賞は逃している。

## 受賞とノミネート
ゴヤ賞
| 年   | 部門       | 作品                        | 結果       |
| ---- | ---------- | --------------------------- | ---------- |
| 2001 | 新人監督賞 | 『El corazón del guerrero』 | ノミネート |
| 2010 | 監督賞     | 『プリズン211』             | 受賞       |
| 2010 | 脚色賞     | 『プリズン211』             | 受賞       |
| 2015 | 監督賞     | 『ザ・トランスポーター』    | ノミネート |
| 2015 | 脚本賞     | 『ザ・トランスポーター』    | ノミネート |

スペイン映画批評家協会賞
| 年   | 部門   | 作品            | 結果 |
| ---- | ------ | --------------- | ---- |
| 2009 | 監督賞 | 『プリズン211』 | 受賞 |